# Хеба
Хеба (грч. Ἥβη, лат. Hebe), је у грчкој митологији била богиња вечне младости и носилац пехара олимпских богова.

## Митологија
Према Хомеру, Хеба је била кћерка бога Зевса и богиње Хере. Међутим, већина каснијих записа говори да је Хеба рођена сама од себе (слично Атини). Била је старогрчка богиња младости и уживања; на гозбама богова је точила нектар. За стандарде које су поставили остали богови, удала се релативно касно и то за Херакла, највећег јунака грчих митова. Као богиња вечне младости, подарила му је, као свадбени поклон, бесмртност.

## Уметност
Лик богиње Хебе се сачувао на бројним сликама на вазама, где је она најчешће приказивана у друштву богова и са Хераклом. Вазе потичу из 5. века п. н. е. и налазе се у разним збиркама широм света, нарочито у америчким и италијанским.
Претпоставља се да скулптура из Арејовог храма на Агори, која се налази у Народном археолошком музеју у Атини, представља лик Хебе. 
У новије време многи уметници су сликали или вајали лик Хебе.
Нека од најпознатијих дела су:
- Хеба, са ликом Мм. Д. Барим, скулптура, дворски скулптор Луја XV и Луја XVI - А. Пајоу
- Хеба, склуптура, Антонио Канова, 1800. година
- Хеба, склуптура, Б. Торвалдсен, 1806. године, Музеј у Копенхагену
- Отмица Хебе, слика, Г. Ц. Лот, друга половина 17. века, Галерија замка Мелник, Чешка
- Хеба, слика, Х. Агрикола, Моравска галерија, Брно
- Свадба Херакла и Хебе, опера, К. В. Глук, 1747. година
- Хебине свечаности, опера, Ж. Ф. Рамоа